# Liste wichtiger Eisenbahnperiodika
Diese Liste führt wichtige Periodika (Fach- und andere Zeitschriften, Jahrbücher usw.) über das Eisenbahnwesen auf, da viele wichtige Informationen aus diesem Bereich nicht nur in Monografien, sondern auch in einzelnen Artikeln von Periodika veröffentlicht wurden. Sie ist zunächst nach den unterschiedlichen Arten von Periodika und jeweils darin in geografischer Ordnung der Erscheinungsländer sowie darin nach (soweit beurteilbar) Wichtigkeit sortiert. Nach den auf das gesamte Eisenbahnwesen bezogenen Veröffentlichungen werden wichtige Periodika zu dessen Teilgebieten angegeben. Wichtige Periodika mit internationaler Berichterstattung ohne Schwerpunkt auf dem Erscheinungsland sind jeweils ohne dessen Berücksichtigung und, sofern nicht deutschsprachig, mit Angabe der Sprache entsprechend vorangestellt. Ansonsten sind die aufgelisteten Periodika einzelner Länder in der jeweiligen örtlichen Amts- bzw. Handelssprache erschienen, soweit nicht anders angegeben.
Die Liste soll insbesondere das Auffinden ausländischer Fachliteratur erleichtern, da zum Eisenbahnwesen jedes Landes die umfangreichste Fachliteratur gewöhnlich auch in dem betreffenden Land veröffentlicht wurde und die Titel fremdsprachiger Periodika außerhalb ihres Erscheinungslandes oft nur schwer feststellbar sind. Ferner sind daraus vergangene Änderungen des Titels oder Erscheinungsortes verschiedener Periodika ersichtlich.
Nicht aufgeführt sind Jahresberichte, Periodika mit nur kurzer Erscheinungsdauer oder nur regionalem Bezug sowie Veröffentlichungen nur über schienengebundenen Nahverkehr und Modelleisenbahnen.
Periodika, deren Erscheinen eingestellt ist, sowie frühere Titel heute noch erscheinender Periodika, Erscheinungsort und allfällige Anmerkungen sind in Kursivschrift angegeben.

## Eisenbahnliteraturnachweis
Hier sind Bibliografien, Zeitschriftenaufsatzdokumentationen usw. mit periodischer Erscheinungsweise aufgelistet.

### International
- Abrégé de documentation ferroviaire international ISSN 0373-3386 (französisch; Paris, Hrsg. UIC – Internationaler Eisenbahnverband / Brüssel, Hrsg. Association Internationale du Congrès des Chemins de Fer [AICCF] – Internationale Eisenbahn-Kongreßvereinigung: 1.1965 – lfd.; [1.]1947 – [4.]1950,3 [Paris, Hrsg. nur UIC]: Bulletin de documentation technique; 4.1950,4 – 18.1964 [Paris, Hrsg. nur UIC]: Bulletin de documentation de l’Union Internationale des Chemins de Fer). Deutsche Ausgabe: Auszüge aus der internationalen Eisenbahn-Dokumentation ISSN 0253-0066 (Paris [UIC] / Brüssel [AICCF], 1965 – eingest. 1987). – Englische Ausgabe:  Selection of international railway documentation (Paris [UIC] 1964 – eingest. 1987).
- Bibliographie mensuelle des chemins de fer (französisch; Brüssel [AICCF], 1919? – eingest. 1963; Beilage zu Bulletin de l’Association Internationale du Congrès des Chemins de Fer). Englische Ausgabe: Monthly bibliography of railways (Brüssel [AICCF] 1910-1914, 1919-1940, 1946-1963).

### Einzelne Länder
- Deutschland
  - DBSelect ISSN 0946-0438 (Berlin lfd.; ab 1956 [Frankfurt/Main]: Kurzauszüge aus dem Schrifttum für das Eisenbahnwesen. ab Okt. 1978 [Frankfurt/Main]: Information Eisenbahn. ab 1994 bis Juni 1999 [Leipzig]: Fachinformation Bahn ISSN 0946-0438).
  - Dumjahn’s Jahrbuch für Eisenbahnliteratur. ISSN 0936-3475, ISSN 0175-2537, (Mainz, 6.1989 [Berichtsjahr 1988]–eingest. 17.2001 [2000], ohne 1998; 1975–1983: Neue Eisenbahnliteratur. 1.1984 [1983]–5.1988 [1987]: Jahrbuch für Eisenbahnliteratur. ISSN 0175-2537).

## Jahrbücher, Almanache usw.

### International
- Jane’s World Railways. ISSN 0075-3084 (englisch; Caulsdon lfd.; 1.1950/51[1951]–8.1963/64[1964, London]: World Railways).
- Railway Directory. ISSN 1747-2989 (englisch; Sutton 95.1990[1989]–lfd.; zunächst zwei Reihen, beide London: 1.1894/95–1932: Universal directory of railway officials und 1.1898–35.1932: The Railway year-book; weiter vereinigt [London] ab 1933/34–54.1948/1949: Universal directory of railway officials and railway yearbook, 59.1953/54[1953]–1966: Directory of Railway Officials and Yearbook, 1967–1989 [London]: Railway Directory & Yearbook ISSN 0079-9513).
- Anuario del ferrocarril. ISSN 1888-9182 (spanisch; Madrid, 1995–lfd.).
- Europäische Bahnen: Verzeichnis der Eisenbahnverkehrs- und -infrastrukturunternehmen. ISSN 2193-1976, ISSN 1864-7642. (Hamburg, lfd.; nachgewiesen ab:  4.[20]11/[2010]).
- Archiv für Eisenbahnwesen. (Berlin 1878–1943, 1957–1965).
- Jahrbuch Europäische Eisenbahnen. (1997[1996] [Stuttgart]–eingest. 2008 [Berlin], Jahr des Wechsels unbekannt, ISSN 0489-5096; Übersetzung [seit 1996] des seit 1982 [für 1983] erschienenen und weiter erscheinenden niederländischen Originaltitels Spoorwegen).
- Vereintes Europa auf der Schiene = Europe united by rail = L’Europe unie par le rail. nachgewiesen 1957, 1958/59[1959]–1960/61[1961]; Beilage zu: Europa-Verkehr = European transport = Transports européens ISSN 0014-262X.
- Benelux Rail. (niederländisch und französisch; Bd. 1–4: Malmö 1981–1990, Bd. 5–9: Heerlen 1990–2007; Einzelbände haben ISBN)
- Eisenbahn-Jahrbuch der Österreichisch-Ungarischen Monarchie. (Wien, 1869–1890/91[1892])

### Einzelne Länder
- Großbritannien
  - Trains Annual (London lfd.; 1961–1962: Trains Illustrated Annual)
  - Railway World Annual ISSN 0033-9032 (Shepperton, 1972 – lfd.)
  - Today’s Railways Review of the Year ISSN 1360-0273 (Sheffield, 1988 – lfd.)
  - Trains (London, nachgewiesen: 1968[1967] – 1971[1970], eingestellt?)
- Schweden
  - Nordens Järnvägar ISSN 1400-1780 (Malmö, 1968–1987)
- Deutschland 
  - JdB - Jahrbuch des Bahnwesens Nah- und Fernverkehr ISSN 1434-4343 (Hamburg, 53.2004/2005 - lfd.; 1950 - 1995 [Darmstadt]: Jahrbuch des Eisenbahnwesens ISSN 0075-2479, 1996 - 2003 [Darmstadt]: Jahrbuch des Bahnwesens Nah- und Fernverkehr ISSN 0075-2479, ab ?: ISSN 1434-4343?)
  - Eisenbahn-Ingenieur-Kalender ISSN 0934-5930 (Hamburg, anfangs mit Titelzusatz EIK; [1.]1988; 2.1989 - 11.1998[1997], 1999[1998], 2000[1999] - lfd.; zunächst drei Vorgängerreihen: a] 1.1924 - 16.1938 [Berlin]: Elsners Taschenbuch für den bautechnischen Eisenbahndienst, 17.1939 - 21.1943[?, Berlin; 1944 - 1949 nicht ersch.]: Elsners Taschenjahrbuch für den bautechnischen Eisenbahndienst, 22.1950 [Frankfurt/Main]: Taschenbuch für den eisenbahntechnischen Dienst ISSN 0492-3073, 23.1951 - 41.1969 [Frankfurt am Main/Berlin-Zehlendorf]: Elsners Taschenbuch für den bautechnischen Eisenbahndienst ISSN 0343-6225; b] 1.1936 - 3.1938 [Berlin]: Elsners Taschenbuch für den Werkstätten- und Betriebsmaschinendienst bei der Deutschen Reichsbahn, 4.1939 - 9.1944 [Berlin]: Elsners Taschenjahrbuch für den Werkstätten- und Betriebsmaschinendienst bei der Deutschen Reichsbahn [1945 - 1950 nicht ersch.], 10.1951 - 23.1965 [Frankfurt, M./ Berlin]: Elsners Taschenbuch für den maschinentechnischen Eisenbahndienst ISSN 0343-6217, 24.1966 - 27.1969 [Frankfurt am Main / Berlin-Zehlendorf]: Elsners Taschenbuch für den maschinen- und elektrotechnischen Eisenbahndienst ISSN 0343-6209; c] 1.1942 - 2.1943 [Berlin/Darmstadt]: Elsners Taschenjahrbuch für die Fernmeldetechnik bei der Deutschen Reichsbahn [1944 - 1952 nicht ersch.], 3.1953 - 10.1960 [Frankfurt am Main / Berlin]: Elsners Taschenbuch für den fernmeldetechnischen Eisenbahndienst ISSN 0421-0638, 11.1961 - 19.1969 [Frankfurt am Main / Berlin-Zehlendorf]:  Elsners Taschenbuch für den fernmelde- und signaltechnischen Eisenbahndienst ISSN 0343-6233; dann vereinigt ab 1970[1969] - 1987 [Frankfurt am Main / Berlin-Zehlendorf]: Elsners Taschenbuch der Eisenbahntechnik [te] ISSN 0071-0075)
  - Archiv für Eisenbahntechnik ISSN 0066-6300, ab 1970?: ISSN 0341-0463 (AET: Schriftenreihe zur Ergänzung d. Zeitschrift ETR [Eisenbahntechnische Rundschau], Darmstadt; 1952 - 1992)
  - Jahrbuch für Eisenbahngeschichte ISSN 0340-4250 (Erscheinungsorte: Eppstein 1968 - 1969, Augsburg 1970–1981, Mainz 1982, Lübbecke 1983 - 1997, Werl 1998 - 2003, Hövelhof 2004 - lfd.)
  - Eisenbahn-Jahrbuch: ein internationaler Überblick ISSN 0232-5039 (Berlin [Ost] 1.1963 - 23.1985)
  - Eisenbahnfreunde unterwegs - BDEF-Jahrbuch (Düsseldorf, lfd.; 1969–1972 [Augsburg]: Jahrbuch des Eisenbahnfreundes, 1973 - 1982 [Lübbecke]: BDEF-Jahrbuch, 1983 - 2000 [Lübbecke]: Jahrbuch Bundesverband Deutscher Eisenbahn-Freunde); BDEF Jahrbuch 2001–2017 (BDEF e. V. - www.bdef.de)
  - Almanach der deutschen Eisenbahnen ISSN 0065-6488 (Darmstadt, 1957 - 1971)
  - Das große Archiv der deutschen Bahnhöfe ISSN 0949-2127 (München, Loseblattausgabe 1996 - lfd.)
  - Jahrbuch Schienenverkehr ISSN 0177-5529 (Franckh'sche Verlagsbuchhandlung Stuttgart, 1981 - ?, Verlag Kenning 1993 (?) - 2001 (?)
- Niederlande
  - Spoor & tram ISSN 1871-7004 (Alkmaar lfd., 1990 - 2004: Spoor & trein ISSN 0926-2695)
- Frankreich
  - L'Année ferroviaire ISSN 1150-0395 (Paris 1947 - 1967)
- Schweiz
  - Jahrbuch der schweizerischen Verkehrswirtschaft (St. Gallen, 1982 - lfd.; als Zeitschrift 1.1946 [Zürich] - 31.1976: Schweizerisches Archiv für Verkehrswissenschaft und Verkehrspolitik ISSN 0036-7931; 32.1977 - [als Zeitschrift eingest.] 37.1982: Schweizerische Zeitschrift für Verkehrswirtschaft)
- Österreich
  - Almanach der österreichischen Eisenbahnen / hrsg. vom Generaldirektor der Österreichischen Bundesbahnen (Wien 1925–1987) eingestellt.
  - Verkehr (Wien, 45.1990 - lfd.; 1.1946 - 49.1994: Verkehrs-Jahrbuch [in Katalogen angegebener Zeitpunkt des Namenswechsels nicht schlüssig])
  - ÖBB Handbuch (Wien, 1978 - 1999, Einzelbände haben ISBN)
- Ungarn
  - MÁV Almanach (Budapest, 1994 [- lfd.?])
  - Vasúthistória évkönyv ISSN 0238-6550 (Budapest, 1988 - lfd., Jahrbuch Eisenbahngeschichte)
- Spanien
  - Revista de historia ferroviaria ISSN 1699-3802 (Cenero, Halbjahresschrift zur Eisenbahngeschichte, 2004 - lfd.)
- Indien
  - Indian Railways Yearbook ISSN 0376-9909 (New Delhi, Erscheinungszeitraum unbekannt)
- USA
  - American Railroad Journal: Annual volume ISSN 0569-7212 (San Marino/USA, 1.1966 [Berichtsjahr 1965] - lfd.)
  - National Railway Bulletin / National Railway Historical Society (NRHS) ISSN 0885-5099 (Allentown lfd., 1936? - 1974: Bulletin / National Railway Historical Society, 1975 nicht ersch.?)

## Fachzeitschriften
Hier sind wissenschaftliche Zeitschriften und offizielle Organe aufgelistet.

### International
- Bulletin des Internationalen Eisenbahn-Kongreß-Verbandes (Brüssel) 1907 - 1914; Monatsschrift der Internationalen Eisenbahn-Kongress-Vereinigung 1930 - 1940, 1962 - 1969; Schienen der Welt: Monatsschrift der Internationalen Eisenbahn-Kongreß-Vereinigung und des Internationalen Eisenbahnverbandes, 1.1970-17.1986; Rail international = Schienen der Welt, 18.1987 - 35.2004. Inhaltsgleiche Zeitschriften in französischer und englischer Sprache, beide ab 1970 unter dem Titel «Rail international» zum gleichen Zeitpunkt eingestellt.
- Железные дороги мира (Železnye dorogi mira) (Moskau: nachgewiesen 5=15, 1975; 6=16, 1976; 1977 - lfd., ab 1997.8 mit Nebentitel: Rail international) ISSN 0321-1495
- Bulletin de l'office de recherches et d'essais de l'Union internationale des chemins de fer (französisch, Utrecht 1.1953 - eingest. 29.1969). - Mit gleichem Erscheinungsort und -zeitraum: deutsche Ausgabe (Zeitschrift des Forschungs- und Versuchsamtes des Internationalen Eisenbahnverbandes UIC) und englische Ausgabe (Bulletin of the Office for research and experiments of the International Union of Railways).
- International Railway Journal (englisch, New York ab 1961 lfd.; 1979 - 2000 [Bristol/USA und Falmouth/Großbritannien]: International Railway Journal and Rapid Transit Review)
- Zeitschrift der OSShD (Organisation für die Zusammenarbeit der Eisenbahnen, Warschau 1958 - lfd.; inhaltsgleiche Ausgaben in russischer und chinesischer Sprache)
- Bulletin des transports internationaux ferroviaires/Zeitschrift für den internationalen Eisenbahnverkehr (französisch/deutsch, Bern ab 1985 lfd., 1893-1985: Bulletin des transports internationaux par chemins de fer [deutscher Titel wie vor])
- Le Rail (französisch, Paris lfd.; Hefte 1.1954 - 285.1978: La Vie du rail outre-mer, Hefte 1.1979 - 36.1985 = Nr. 286-321; 37.1986 - 49.1987: Le Rail et le monde. Hierzu Sonderhefte: Le Rail hors série 1/2.1991 - eingest. 20/21.2001)
- GEB Bulletin: Europäische Eisenbahninformationen. /  inhaltsgleiche englische Ausgabe: CER Bulletin: European railway news (beide: Brüssel, ?[nachgewiesen ab 1997] - lfd.)
- Rail Engineering International (REI, englisch, Veenendaal; 1.1971 [London] - lfd.; 1976 - 1978,März/Apr. enthalten in: Railway engineer [international] ; Zeitpunkt des Erscheinungsortwechsels unbekannt)
- Railway Gazette International (Sutton lfd. ab 1970/19; 1906 - 1970/18 [London]: Railway Gazette)
- Railway Technical Review (RTR; englisch, Hamburg: Neue Folge 1.2004 - lfd.; 1.1955 [Köln, ab ? - 53.2004 Darmstadt])
- Eisenbahn-Revue International (Luzern, 1994 - lfd.; trotz Titels Schwerpunktberichterstattung aus dem deutschsprachigen Raum)
- European railway review: the quarterly review [Vierteljahresschrift] of railway technology (englisch, London, ab 1.1995,2(Juni); 2.1996 lfd.)
- European Rail Outlook (englisch, Ashford / New York, 2004 - lfd.)
- Railvolution: the professional two-monthly magazine of rail transport worldwide. (englisch; Prag: 1.2001 - lfd., zweimonatlich)
- Nordisk Järnbanetidskrift (enthält Berichte in allen vier skandinavischen Sprachen; z. Z. Stockholm lfd., 1875 - 28/1902: Jernbanebladet, 29/1902 - 1924: Järnbanebladet, 1925 - 1943 [Stockholm]: Nordisk Järnbanetidskrift, 1943 - 2003 häufige Wechsel des Erscheinungsortes in allen vier skandinavischen Ländern)
- Les chemins de fer arabes (französisch; Aleppo, 1982? - lfd.)
- Rail Investment (englisch, Sutton, 2001 eingest.; 1934 [London, auch folgende Titel]: Railway Gazette Special Overseas Railways Number, 1935 - 1939: Railway Gazette Overseas Railways Number, 1948 - 1964: Overseas Railways, 1965 - 1973: International Railway Progress, 1974 - 1993: Developing Railways, 1994 - 1999 [Haywards Heath]: Rail Business Report. Sonderhefte zu  Railway Gazette [International], vor 1934 einzelne internationale Sonderhefte in unregelmässiger Reihenfolge erschienen.)
- Revista técnica de los ferrocarriles (RTF, spanisch; 1.1954 [Köln, ab? Darmstadt] - eingest. 33.1993/94 [1993])
- Ferinfor (deutsch, Paris; 1969,1[Aug.] - 1985,2 [eingest.]; 1962 - 1969,6: Internationale Eisenbahnnachrichten. Auch französische und englische Ausgaben.)
- European Railways (englisch, Cobham 1.1950 - eingest. 31.1982/83)

### Einzelne Länder Europas ohne Russland
- Großbritannien
  - Railway Engineer (London, 1981 - eingest. 1990,4; 1.1911 - 59.1969/70,2 = Nr. 1-328: Journal [of] The Institution of Locomotive Engineers; 1.1970 - 2.1971: Railway Division Journal; 1.1972 - 4.1975: Railway engineering journal [REJ]; 1.1976 - 3.1978,2: Railway Engineer; 3.1978,3 - 5.1980: Railway engineer international. Enthielt von 1976 - 1978,März/Apr.: Rail Engineering International.)
  - The Railway Engineer (London, 1880 - 1935)
- Norwegen
  - Vårt Yrke (Oslo, 1.1949 - lfd.)
  - NSB-teknikk (Oslo, 1975 - lfd.)
  - Teknikke meddelelser NSB (eingestellt?)
- Schweden
  - Rallaren (Borlänge 1989 - lfd.)
  - Järnvägsteknik (Stockholm; 1933 - 1959: Järnvägs-teknik, 1976 eingestellt)
  - SJ-Nytt (Stockholm 1943 - lfd.)
- Finnland
  - Rautatieuutiset (Helsinki, 1975 - lfd.)
- Dänemark
  - DSB-Bladet (Kopenhagen, 1975 - 1996)
- Polen
  - Problemy kolejnictwa (Warszawa, 1.1956 - lfd.)
  - Prace Centrum Naukowo-Technicznego Kolejnictwa (Warschau lfd. ab 96.1989; 1.1959 - 95.1989: Prace Centralnego Ośrodka Badań i Rozwoju Techniki Kolejnictwa)
  - Nowe Sygnały (Warschau, 1993 – lfd.; 1980 - 1992: Sygnały)
  - Technika Transportu Szynowego (Łódź 1994 - lfd.)
  - Rynek kolejowy (Warschau, 2002 - lfd.)
  - PKP Cargo Aktualności (Warschau, 2003 - lfd.)
  - Drogi kolejowe (Warschau, 1=25.1978 - eingest. 14=38.1991; ab 1.1949 - 5.1953, Aug.: Przegląd kolejowy; 5.1953, Sept. - 24.1977: Przegląd kolejowy drogowy)
  - Przegląd kolejowy (Warschau, anderer Verlag als vorgenannte Zeitschrift; 1992 - eingest. 1996,3; weiter durchgehende Heftzählung: Nr. 46=1996,4 - 93=2000,3)
  - Eksploatacja kolei (Warschau, 1=25.1978 - eingest. 14=38.1991; 5.1953, Sept. - 24.1977: Przegląd kolejowy przewozowy, als neuer Titel hervorgegangen aus: Przegląd kolejowy [alt])
  - Automatyka kolejowa (Warschau, 1=25.1978 - eingest. 14=38.1991)
- Ukraine
  - Залізничний транспорт України: науково-практичний журнал (Zaliznyčnyj transport Ukraïny: naukovo-praktyčnyj žurnal) (Kiew, lfd.; nachgewiesen ab Nr. 22,2001; Nr. 48-49 nicht vergeben)
  - Магистраль (Magistral') (Kiew 1992? - lfd.)
- Tschechien
  - Doprava (Prag, 1959 - lfd.)
  - Nová železniční technika (Brünn, 1993 - lfd.)
  - Železničář (Prag, 1971 - lfd., 1990 - 1993 Pilsen?)
  - Železniční technika (Prag,  1.1971 - eingest. 21.1991; 1.1953 - 4.1956: Dopravní technika, 5.1957 - 6.1958: 2 Zeitschriften: Železniční doprava und Železniční technika; 7.1959 - 19.1971,4: Železniční doprava a technika)
  - ČD Cargo: bulletin nákladní přepravy Českých drah. (Prag, 2000 - lfd.)
- Slowakei
  - Železničný semafor (Bratislava, 1991 - lfd.)
- Deutschland
  - aktuell erscheinend
    - Eisenbahntechnische Rundschau. Zeitschrift für die gesamte Eisenbahntechnik (ETR, Hamburg lfd.; 1952 - 1995: Darmstadt) ISSN 0013-2845
    - Der Eisenbahningenieur. Zeitschrift des Verbandes Deutscher Eisenbahn-Ingenieure (EI, Hamburg lfd.; 1950 - 1951,6 [Frankfurt/M.]: Zeitschrift des Vereins Deutscher Eisenbahningenieure; 1951,7 -? Frankfurt [Main]; 2.1951, Okt. - 10.1953, 1954: mit Beilage: Mitteilungen aus der Industrie, bis 1995 mit Beilage: VDEI-Nachrichten. 2 Vorgängerzeitschriften: Eisenbahn-Technik [Karlsruhe], 1947 - 1951 und Der Eisenbahn-Bau [Frankfurt/Main], 1948 - 1951.) ISSN 0013-2810
    - ZEVrail: Glasers Annalen. Zeitschrift für das gesamte System Bahn (Berlin u. a. lfd.; 1877 - 1921: [Glasers] Annalen für Gewerbe und Bauwesen, 1922 - 1944 und 1947 - 1971: Glasers Annalen-ZEV, 96.1972 - 125.2001: ZEV+DET-Glasers Annalen. - Obwohl laut Untertitel gesamte Eisenbahntechnik betreffend, tatsächlich mehrheitlich Artikel über Rollmaterial.) ISSN 1618-8330
    - BahnTech - Das Technik-Magazin der Deutschen Bahn AG (Berlin, 1994 - 2008.2; weiter lfd. nur mehr elektronisch) Downloadseite
    - Deine Bahn (Mainz: 1.1973-lfd. mit wechselnden Untertiteln, ISSN 0948-7263; 1.1924/25 - 20.1944: Der Eisenbahnfachmann; 1.1947-4.1950,4: Eisenbahn und Verkehr, 24.Mai 1950/25.1951-47.1973: Der Eisenbahnfachmann)
    - Signal + Draht. Zeitschr. für d. Signal- u. Fernmeldewesen d. Eisenbahnen = Rail signalling + telecommunication (Hamburg, ab 1991 lfd; 1.1906 - 3.1908 [Berlin]: Das Stellwerk; 4.1909 - 38.1943,8 [Berlin]: Zeitschrift für das gesamte Eisenbahn-Sicherungs- und Fernmeldewesen; 38.1943,9-16; 39.1944; 40.1948 - 1990 [Frankfurt/Main]: Signal und Draht) ISSN 0037-4997
    - Elektrische Bahnen (neu, München 1925 - 1944, 1950 - 50.1979,4, ab 77.1979,5 - lfd.; 1.1903 - 2.1904: Elektrische Bahnen (alt), 1905 - 1906: Elektrische Bahnen und Betriebe, 1907 - 1922: Elektrische Kraftbetriebe und Bahnen, 1923 - 39.1941 [eingestellt]: Der Elektrische Betrieb. Ab Band 77 nach der alten Zeitschrift El. Bahnen ab 1903 gezählt.) ISSN 0013-5437
    - Bahn-Report (Rohr, 1.1983 - lfd.)
    - Privatbahn Magazin ISSN 1868-7970 (Suhlendorf, zweimonatlich; 1.2007 - lfd.)
    - Bautechnik im Schienenverkehr: Instandhaltung des Fahrweges (Geldern, 1992,Jan./Febr.- lfd.; Beilage zu: Internationales Verkehrswesen)
    - Güterbahnen (Düsseldorf, 2002 - lfd.) ISSN 1610-5273

  - eingestellt
    - Die Deutsche Bahn (Darmstadt, eingestellt mit Jahrgang 69[1993]; vorher: 1924 - 1949 [Köln-Riehl]: Die Reichsbahn, ab Heft 23[1949]18 - 38.1964 [Köln]: Die Bundesbahn; ab 39.1965 - Jahrgang 46.1972 [Bd. 47 und 48 übergangen], 49.1973 - 68[1992]4: [Darmstadt]: Die Bundesbahn)
    - Organ für die Fortschritte des Eisenbahnwesens (Wiesbaden: 1.1845 - 18.1863, Neue Folge 1=19.1864 - 81=99.1944,15/18 [Aug./Sept.], vollständiger Titel bis 64=82.1927: Organ für die Fortschritte des Eisenbahnwesens in technischer Beziehung; dazu: Ergänzungsbände 1.1866 - 16.1925, bis 9.1884 als Supplementbände benannt)
    - Zeitung des Vereins Mitteleuropäischer Eisenbahnverwaltungen (Berlin/Leipzig, 1945 eingest.; 1843 - 1861 [Stuttgart]: Eisenbahn-Zeitung; 1861-1932 [Berlin]: Zeitung des Vereins Deutscher Eisenbahnverwaltungen)
    - Der Bahningenieur (Berlin, 1944 eingest.; 1884 - 1925: Wochenschrift für deutsche Bahnmeister, 42.1925 - 50.1933: Der Bahnbau)
    - Eisenbahnpraxis. Fachzeitschr. für d. Betriebs-, Verkehrs- u. Fahrzeugbetriebsdienst d. Deutschen Reichsbahn (Berlin [Ost], 1990 eingest.; 1957 - 1965: Der operative Dienst); aufgegangen in Der Eisenbahningenieur ISSN 0013-2780
    - Die Eisenbahntechnik (Berlin [Ost] 1953 - 1983; 1954 - 1972: Deutsche Eisenbahntechnik)
    - Signal und Schiene. Fachzeitschr. für d. Eisenbahnbau sowie d. Sicherungs- u. Fernmeldewesen d. DDR (Berlin [Ost] 1957 - 1990), aufgegangen in Signal + Draht und Der Eisenbahningenieur ISSN 0037-5004
    - Schienenfahrzeuge (Berlin [Ost], eingest. 1990; 1957 - 1964: Die Werkstatt) ISSN 0036-6021
    - Transport- und Umschlagtechnik (Darmstadt, eingest. mit Folge 54.1994; 1.1922, 2.1925, 3.1926, 4 (alt) und 1 (neu).1928 [Berlin]: Verschiebebahnhöfe in Ausgestaltung und Betrieb; 2.1929 - 11.1938 [Berlin]: Rangiertechnik, 12.1952 - 22.1962 [Köln]: Rangiertechnik, 23.1963 - 31.1971 [Darmstadt]: Rangiertechnik [N° 12 - 31 zugleich Sonderhefte zu Eisenbahntechnische Rundschau, siehe oben], 32.1972 - 35.1975, Folge 36.1976/77 - 51.1991: Rangiertechnik und Gleisanschlußtechnik [RT + GT]. Wahrscheinlich einzige rangiertechnische Zeitschrift der Welt. HINWEIS: Folge 48 [1988/1989] ist auf dem Umschlag falsch als Folge 47, auf Seite 3 jedoch richtig als Folge 48 gekennzeichnet!)
    - Schiene: Eisenbahn, Verkehrspolitik, Reisekultur. (Wiesbaden 1.1982 - 27.2008,2/Hefte 1 - 154) ISSN 0932-2574
    - Cargo aktuell (Mainz, 1996 - eingest. 2003; 1.1956 - 36.1991,4 [Frankfurt/M]: DB-Kundenbrief, 36.1991,5 - 38.1993 [Essen]: Kundenbrief / Deutsche Reichsbahn [DR] - Deutsche Bundesbahn [DB], 39.1994 - 40.1995 [Essen]: Kundenbrief / Deutsche Bahn [DB])
    - Information der Deutschen Reichsbahn. Güterverkehr. (Berlin [Ost] 1968 - eingest. 1990[?])
- Niederlande
  - Rail en weg (Den Haag, 39.1966 - 40.1967 [eingest.]; 1.1928 - 38.1965: Spoor- en Tramwegen)
  - De Koppeling (Utrecht, 1962 - eingest. 40.2001)
- Belgien
  - Time to B (je eine inhaltsgleiche flämische und französische Ausgabe; Brüssel, 2007 [frz.]/2009 [fläm.] - lfd.)
  - B-Cargo News (je eine inhaltsgleiche flämische und französische Ausgabe; Brüssel, dreimonatlich, 3.1991 - lfd., ab 2009 nur mehr elektronisch; 1.1966 -2.1991: Spoorwegnieuws NMBS/Informations SNCB)
  - Spoornieuws (flämisch, Brüssel; 5, Juli 1960 - eingest. 2.1989. Kein paralleler französischer Titel bekannt.)
- Luxemburg
  - Etudes et documentation ferroviaires/Eisenbahn-Technik und Betrieb (französisch und deutsch, Luxemburg-Stadt; 1.1973 - 6.1974; [Neue Serie] 1.1980,1/2; [2. Serie] 1.1987/88 - 3.1992/93 = Nr. 1-10; 11.1994 - lfd.)
- Frankreich
  - Revue générale des chemins de fer (RCGF; Paris, 1.1878 - 112.1993,3; 1993,4 - lfd.; 1898 - 1924: teilweise Revue générale des chemins de fer et des tramways; Sept. 1914 - Juni 1919 nicht erschienen. Hierzu unregelmäßig erschienene Sonderausgaben Chemins de fer français.)
  - La Vie du Rail (Paris, ab 1938 lfd., durchgehende Heftzählung; 1938 - 1952: Nebentitel Notre métier; Hefte 2276/1991 - 2847/2002 als La vie du rail et des transports)
  - Lignes d'avenir: le magazine de Réseau ferré de France. (Paris, dreimonatlich; 1[Okt.-Dez. 2007]- lfd., Titelvariante: Le Journal [Réseau ferré de France];  1[Juli 2002]-[März 2007]: Réseau ferré de France, le journal)
  - Fret Magazine SNCF (Paris, 0.1988 [Jan.] - eingest. 127.2001 [Nov.]; 1961 - 1987: Informations commerciales)
- Schweiz
  - Via: unterwegs mit Bahn, Bus und Schiff (Bern lfd., z. Z. kommerzielle Kundenzeitschrift; 1.1924 - 61.1984: SBB-Nachrichtenblatt [SBB-Personalzeitschrift mit Fachartikeln], franz. Ausgabe: Bulletin des CFF [1953 - 1980: CFF: Bulletin du personnel des CFF], ital. Ausgabe: Bollettino delle FFS; 1=62/63.1985/86 - 2=64/65.1987/88; 3.1989/90 - 5.1992/93: SBB-Magazin [franz.: Magazine CFF])
  - SBB-Zeitung: die Zeitung für die Mitarbeiterinnen und Mitarbeiter der Schweizerischen Bundesbahnen (erscheint vierzehntäglich; Bern, 1985 - lfd.)
  - Cargo: Das Logistikmagazin von SBB Cargo  (Bern 18.2001 - lfd.; 1.1958 - 5.1962: SBB-Kundenbrief, 6.1963 - 26.1983: Bahnkundenbrief, 1.1984 - 17.2000: SBB-Cargo)
  - Schweizer Eisenbahn-Revue (SER) (Luzern, 1978–lfd.) ISSN 1022-7113
  - Eisenbahn-Revue International (ERI) (Luzern 1994–lfd.) ISSN 1421-2811
- Österreich
  - Neue Bahn. Zeitschrift für Eisenbahntechnik und umweltbewusste Verkehrspolitik (Wien, 1.1988 - 1995; 1.1966 - 14.1979, 1980 - 1987: Eisenbahntechnik, Titelvariante: Eisenbahn-Technik [ab 1995 vierteljährliche Beilage zu Verkehr: internationale Fachzeitung für Logistik, siehe unten: sonstige Periodika])
  - ÖBB-Journal (Wien, 1976 - eingest. 1988,5/6; 1959 - 1970: Nachrichtenblatt der Generaldirektion der Österreichischen Bundesbahnen, 1971 - 1975: Die ÖBB in Wort und Bild)
  - Rail cargo Austria news (Wien, 1993 - eingest. 1999; 1979,1[=Juni] - [19]92,3: Partner Bahn)
  - ÖBB Insider, das ÖBB-Mitarbeitermagazin (Wien 1998, Mai - eing. 2005,2; 0.1986[Juni], 1986 - 1998,4: Unsere Bahn, das ÖBB-Mitarbeiter-Magazin)
  - Eisenbahn Österreich (EBÖ) (Luzern ?–lfd.)
  - Österreichische Eisenbahn-Zeitung (Wien 1.1878 - eingest. 42.1919)
  - Die Lokomotive (1.1904 - 35.1938 [Wien-Berlin-Zürich]; 1=36.1939 - 6=41.1944 [Berlin])
  - Verkehrswirtschaftliche Rundschau (Wien Juni 1933 - eingest. Dezember 1938)
- Ungarn
  - Sínek Világa (lfd.?, nähere Angaben z. Z. unbekannt)
  - Forgalom: a MÁV Rt. Forgalmi Szakigazgatóság lapja (Budapest lfd., ab 1999; ISSN 1585-5635)
  - Vasút (Budapest, 1.1951? [nachgewiesen ab 13.1963] - eingest. 36.1986)
- Rumänien
  - Revista căilor ferate Române (Bukarest 1991 - lfd.; 1913 - 1944? Revista căilor ferate Române, 1[=40].1953 - 18[=57].1970: Revista căilor ferate, 1=58.1971 - 3=60.1973 = Nr. 744-779: Revista căilor ferate Române, 1.1974 - 16.1989,8?: Revista transporturilor și telecomunicațiilor [in diesem Zeitraum Hefte abwechselnd je einen Verkehrsträger betreffend; Eisenbahn i. d. R.: Hefte 1, 4, 7, 10], nur 1990: Revista transporturilor. Cai ferate)
  - Jurnal feroviar (Bukarest, 3.1999 - [eingest. 12.2003?])
- Bulgarien
  - Железопътен транспорт (Železopăten transport) (Sofia, 14.1962 - 19.1967; neue Bandzählung [nunmehr gilt 1926 als Gründungsjahr]: 38.1968 - 45.1975; 51.1976 - 61.1986; 1987 - 1988; 1990 - lfd.; 1.1948,Sept. - 12.1960: Transportno delo; nur 13.1961: Transport i saobstenija - Razdel transport; nur 1989: Transport.)
- Serbien und Montenegro (früher Jugoslawien)
  - Železnice (Belgrad, 1.1945? [nachgewiesen 13.1957] - lfd. Laut Verbundkatalogen Schrift kyrillisch, in TIB Hannover jedoch zumindest letzte Jahrgänge in lateinischer Schrift.)
- Italien
  - Ingegneria ferroviaria (Rom, 1.1946 - lfd.; 1.1904 - 14.1917: L'Ingegneria ferroviaria, ab 1912 parallel erschienen mit: 1[Bd. 1].1912 - 32[Bd. 63/64].1943: Rivista tecnica delle ferrovie italiane [2 Bände jährlich].)
  - La tecnica professionale (TP) (Rom, 44.1979 - 59.1994,1, neue Serie: 1.1994,1(Febr.) - lfd.; 1.1933 - 43.1978 erschienen als Supplement zu: Rivista tecnica delle ferrovie italiane [siehe oben] in 3 Unterreihen: Lavori e costruzioni, impianti elettrici; Materiale e trazione und Servizio movimento e servizio commerciale [bis 1935: Circolazione - trasporti])
  - Linea treno (Rom 4.1991 - lfd.; 1.1955 - 3.1957: Noi della rotaia, 1.1958 - 28.1985,Feb.: Voci della rotaia; 28.1985,März - 34.1991,2/3 [Feb./März]: VdR: voci della rotaia)
  - Argomenti (Rom, 3 Hefte/Jahr; 1.2003 - lfd.)
  - Fermerci (Rom, 1.1980,März/Apr - lfd.)
- Spanien
  - Vía Libre (Madrid, 1.1965? [nachgewiesen 10.1974] - 17.1980, 18.1981=Nr. 204 - lfd., Beilagen: Por toda la Red.)
  - TecniRail (Madrid, 2002 - lfd.)
  - Líneas del Tren (Madrid, 1990 - lfd.)
  - Ferrocarriles y tranvías (Madrid, 1.1931? [nachgewiesen 8.1941] - eingest. 35.1973. Neben Bandzählung durchgehende Heftzählung.)
  - Trenes Hoy (Madrid, 1.1987 - eingest. 5.1991 [in Vía Libre aufgegangen])
  - RENFE Comercial (Madrid, 1.1971 - lfd.)
- Portugal
  - Gazeta dos caminhos de ferro (Lissabon, nachgewiesen z. Z. 46/47.1934; 47.1935 - 54.1942; 54 [zweimal gezählt].1943 - 81.1968/69; eingestellt?)

### Einzelne Länder Russland und Außereuropa
- Russland
  - Железнодорожный транспорт (Železnodorožnyj transport) (Moskau; 1922/1923 - 1932?, 1.1941 - lfd. Bis ca. 1989 zahlreiche zusätzliche Serien als Sonderausgaben.)
  - Вестник всероссийского научно-исследовательского института железнодорожного транспорта: Научно-технический журнал (Vestnik vserossijskogo naučno-issledovatel'skogo instituta železnodorožnogo transporta: Naučno-techničeskij žurnal) (Moskau, 1992,6 - lfd.; 1.1942 - 15.1956,4: Техника железных дорог [Technika železnych dorog]; 15.1956,5 - 35.1976; 1977 - 1992,5: Вестник всероссийского научно-исследовательского института железнодорожного транспорта [Vestnik vsesojužnogo naučno-issledovatel'skogo instituta železnodorožnogo transporta])
  - Труды всероссийского научно-исследовательского института железнодорожного транспорта (Trudy vsesojužnogo naučno-issledovatel'skogo instituta železnodorožnogo transporta) (ВНИИЖТ [VNIIŽT], Moskau, 1.1946 - lfd.)
  - Автоматика, связь, информатика (Avtomatika, svjaz', informatika) (Moskau 1998 - lfd.; 1.1957 - 1997: Автоматика, телемеханика и связь [Avtomatika, telemechanika i svjaz'])
  - Гудок (Gudok) (Moskau; 1917,1[10.Dez.] - lfd.)
  - Электрическая и тепловозная тяга (Električeskaja i teplovoznaja tjaga; Moskau, 1.1957 - 20.1976 = Nr. 49-240, Nr. 241.1977 - eingest. 431/432.1992)
- China
  - Chinese Railways (englisch, Übersetzung von Zhōngguó Tiělù (chinesisch 中国铁路); Peking 1.1993? [nachgewiesen 6.1998] - lfd.)
  - Railway Technical Review (RTR) - Chinese Edition (englischer Nebentitel; chinesischer Originaltitel Tiělù Jìshù Pínglùn chinesisch 铁路技术评论; Hamburg [ab ? - lfd.])
- Indien
  - Indian Railways (New Delhi, 1.1956/57 - lfd.; Band- und Jahrgangszählung z. T. widersprüchlich)
  - Indian railway technical bulletin/Research Designs and Standards Organisation (Lucknow lfd., nachgewiesen ab 28.1971, auch durchg. Heftzählung; ISSN 0019-6266)
  - Rail transport journal (RTJ, Vierteljahresschrift, New Delhi; 29.1991.4, 1.1992.1 (Jan.- März) - lfd.; 1.1965 - 23.1987: Journal of the Institute of Rail Transport, 24.1987.4 - 29.1991.3: Rail Transport)
- Japan
  - Japanese Railway Engineering (englisch, Tokio; 1.1959/1960 - lfd.)
  - Quarterly report of RTRI (QR RTRI, englisch, Tokio; 28.1987,2 - lfd.; 1.1955, Mai - 8.1959: Railway Technical Research, auch: Bulletin / Japanese National Railways; 1.1960 - 9.1968: Quarterly report of the Railway Technical Research Institute, 10.1968 [1969?] - 28.1987,1: Quarterly reports of Railway Technical Research Institute)
  - Railway track and structure in Japan (englisch, Tokio; 1970? - lfd.)
- Südafrika
  - Railways Africa (Randburg, April/Mai 1992 - lfd.; 1.1957 - 20.1976,6 [Johannesburg, auch die folgenden Titel]: Railway Engineering; 1977,März - 1978,8[?]: Railways, Southern Africa = Railways, Suidelike Afrika [keine Angaben, ob eine zweisprachige oder je eine englische und eine afrikaanssprachige Zeitschrift]; 1978,10[nachgewiesen] - 1992,Febr./März: Railways)
  - South African Railway News (Johannesburg, 1.1948? [nachgewiesen 3.1950] - eingest. 19.1966)
- Australien
  - Track & signal (Box Hill North, 1996? - lfd.)
  - Network rail: Australasian Railway Association Inc. magazine (Nebentitel: Network magazine, Melbourne 34.1997 - eingest. 36.1999,3; 1964 - ?: Railways of Australia network; nachgewiesen ab 17.1980/81 - 33.1996: Network: Australian railways journal [Nebentitel: Railways of Australia network]; aufgegangen in: Track & signal, siehe oben)
  - Technical paper / Australian Railway Research and Development Organisation (Melbourne, 1984 - lfd. unregelmäßig)
- Neuseeland
  - Rails: New Zealand's rail transport journal. (Wellington; 1.1971? [nachgewiesen: 13.1983] - eingestellt 2003)
- USA
  - Bulletin/American Railway Engineering Association (AREA Bulletin, Washington [Madison?]; 1.1900 [Chicago, Zeitpunkt des Erscheinungsortwechsels unbekannt] - lfd.; viele Hefte [1912 - 1970?] sind zugleich Nummern von „Proceedings of the Annual Convention of the American Railway Engineering Association“)
  - Railway Age (New York, 64.1918 - lfd; 1.1870 - 44.1908: Railroad Gazette, 45.1908 - 47.1909: Railroad Age Gazette, 48.1910 - 63.1917: Railway Age Gazette)
  - Progressive Railroading (Chicago, 1.1958 - lfd.)
  - Modern Railroads (Chicago, 1.1945 - eingest. 46.1991,6 [aufgegangen in: Railway Age]; 26.1971,5 - 41.1986: Modern Railroads, Rail Transit)
  - Railway Review (Chicago, nachgewiesen: [?.1914] - 70.1922 - 79.1926; 2 Bände pro Jahr?)
  - Railway Track and Structures (RT and S, New York, 49.1953 - lfd.; nachgewiesen ab 7.1911 - 12.1916.5 [Vorgängertitel unbekannt]: Railway engineering and maintenance of way, 12.1916,6 - 18.1922: The railway maintenance engineer, 19.1923 - 48.1952: Railway engineering and maintenance)
  - Railway locomotives and cars (New York [bis:? Philadelphia], 1953 (N°?) [nachgewiesen ab 128.1954] - lfd.?; [1. Titel unbekannt], 61/Neue Serie 1.1887 - 66/6.1892 [New York, auch folgende Vorgängertitel]: The Railroad and engineering journal, 67/7.1893 - 1911: American engineer and railroad journal, 1912 - 1913: American engineer: the railway mechanical monthly, 1913 - 1915: Railway age gazette. Mechanical edition, 1916 - 1949: Railway mechanical engineer, 1950 - 1952 [New York]: Railway mechanical and electrical engineer)
  - Railway system controls (RSC, Bristol/Conn., 1.1970 - eingest. 6.1975,7; [1. Titel unbekannt] nachgewiesen: 1912 - 1915 [Chicago, auch folgende Titel]: The signal engineer, 9.1916 - 16.1923,8: Railway signal engineer, 16.1923,9 - 41.1948: Railway Signaling, 42.1949 - 63.1970,3: Railway Signaling and Communications)
  - Railway Progress (Washington, nachgewiesen: 5.1951/52- 11.1957/58,18[März]-10[Dez.])
- Mexiko
  - Revista ferronales (Mexiko-Stadt, nachgewiesen: 35.1958 - lfd.; 1.1930 - 25.1955: Ferronales [ermittelte Bandzählung nicht schlüssig])
- Brasilien
  - Revista ferrovíaria (Rio de Janeiro, 1.1940 - lfd.; jährliche Beilage [oder andere Jahresschrift]?: Revista ferroviária - Anuário das estrades de ferro, nachgewiesen ab 1968.)

## Andere Eisenbahnzeitschriften
Hier sind eisenbahngeschichtliche, Eisenbahnreise- und -hobbyzeitschriften, Letztere teilweise mit Modellbahnteil, aufgelistet (eisenbahnbezogene Special-Interest-Zeitschriften).

### International
- Fern-Express (Krefeld, 10.1995=Nr. 45 - lfd.; 1.1986 - 6/8.1988 [Krefeld]: Dampf & Reise: Bahnerlebnisse rund um die Welt und 1.1986 - 2.1987,8 [Gossau]: Überseeische Bahnen; weiter vereinigt Nr. 9.1988 - 14.1988; 1.1989 - 9.1994/95 = Nr.15-44 [Krefeld und Gossau]: Dampf & Reise, Überseeische Bahnen [D&R-ÜB]) seit 1995 vom Verein „Dampf&Reise e. V.“, Hillesheim publiziert. Erscheint 4-mal jährlich zum Quartalsende. Berichterstattung über das Bahnwesen außerhalb des deutschsprachigen Raumes.
- Fahrplancenter News (Winterthur, 1.1992 - lfd., unregelmäßige Erscheinungsweise)
- Railway Scene (englisch, Malmö, 1.1968 - 10.1977; 11.1977/82=Nr. 61 - lfd.)
- Continental Railway Journal (englisch, Walsall; 1.1969 - lfd.)
- Today's Railways: news and features from around Europe (englisch, Sheffield, 19?? - lfd.)
- Rails sans frontières (französisch, 1.1990 - eingest. Nr. 29 [Juni] 1995)
- Harakevet (englisch, Berichtsgebiet: Naher und Mittlerer Osten; Leeds/Berlin, 1.1989 - lfd.)

### Einzelne Länder Europa ohne Russland
- Großbritannien
  - Modern Railways (Shepperton [bis ? London], 15.1962=Nr. 160 - lfd.; 1.1896 [London, auch folgende Titel]: Moore’s monthly magazine, 2.1897 - 21.1915: The Locomotive Magazine; 22.1916 - 65.1959: Locomotive, Railway Carriage and Wagon Review [aufgegangen im folgenden Titel]; 1.1946 - 14.1961 = Nr. 1-159 [London, ab? Hampton Court]: Trains illustrated)
  - (The) Railway Magazine (Sutton [bis 1987: London], 1897 - lfd.)
  - Railways Illustrated (Hersham 2003 - lfd.; [Shepperton, Basingstoke?; zuvor bis? Weybridge, 1952 - 2003: Railway World])
  - The Railway Observer (London 1929 - lfd., 1928: Railway News)
  - Railwatch (London, 1978? - lfd.)
  - British Railway Journal (Upper Bucklebury 1983 - lfd.)
  - Back Track (Penryn/Truro 1986 - lfd.)
  - British Railways Illustrated (Pinner, 1991 - lfd.)
  - Railway bylines (Caernarfon 1995 - lfd.)
  - Rail Express (Kings Cliffe 1996 - lfd.)
  - Today’s railways UK (Sheffield, 2006.49[Jan.] - lfd., durchgehende Heftzählung; 2002.1[Jan.] - 2005.48[Dez.]: Entrain)
  - Railway Archive (Lindney 2002 - lfd., 3 Hefte/Jahr)
  - Steam Day (Weybridge 1986 - lfd.)
  - Steam World (Lancaster 1981 - 1983 [1984 - 1989 nicht erschienen], 1990 - lfd.)
  - Steam Railway (Peterborough, ? [nachgewiesen ab 177.1995] - lfd.)
  - Heritage Railway (Cranleigh 1999? - lfd.)
- Schweden
  - Tåg (Stockholm, 1.1966 - lfd.)
  - Järnvägar (Bandhagen, 1.1981 - eingest. 8.1988/90)
- Finnland
  - Resiina (Helsinki, 1.1969?[nachgewiesen 13.1981=Nr.53] - lfd.)
- Dänemark
  - Jernbanen (, Dansk Jernbane Klub, Herlev, 1961 - lfd.)
  - Ud & Se, 1980 - lfd.
- Polen
  - Świat kolei (Lodsch [Łódź], 1995 - lfd.)
  - Koleje małe i duże (Kattowitz, 2000 - lfd.)
- Tschechien
  - Dráha (Prag, 1993 - lfd., vorab Nullnummer)
  - Železnice (Prag, 1992,0 - 1996,3 [4 - 6 nicht ersch.] - eingest. 1997,5)
  - Svět kolej (nähere Angaben fehlen z. Z.)
- Deutschland
  - Eisenbahn-Geschichte (Hövelhof, 1.2003 - lfd.; 1.1967 - 15.1973 [Karlsruhe]: Rundschreiben / Deutsche Gesellschaft für Eisenbahngeschichte e.V [DGEG], 6.1974 - 14.1982 = Nr. 16-51; Nr. 52.1983 - 172.2003 [Karlsruhe, ab ? Werl?]: Nachrichten / Deutsche Gesellschaft für Eisenbahngeschichte e. V. [zeitweise DGEG-Nachrichten])
  - Eisenbahn-Magazin (EM, München, 11.1973 - lfd.; 1.1959 - 15.1962 [Frankfurt/Main]: Deutscher Eisenbahnfreund, 1.1963 - 6.1968 = Nr. 1-36; 7.1969 - 10.1972 [Düsseldorf]: Moderne Eisenbahn)
  - Eisenbahn-Kurier (EK, Freiburg/Brsg.[früher Wuppertal und Solingen] 1.1966 - lfd., zusätzlich Nr. 218.1990,11 - 233.1992,2: DR-Ausgabe; hierzu folgende Sonderausgaben: EK-Spezial ab 1984, EK-Themen ab 1990, EK-Aspekte ab 1994 [darin enthalten seit 1996 sieben Ausgaben EK-AspekteNordamerika mit Spezialthema Nordamerika], u. a.)
  - Lok Magazin (München, 35.1996 - lfd.; Hefte 1.1962 - 105.1980; Jg. 20.1981=Heft 106 - 34.1995: Stuttgart; hierzu Sonderausgaben ab 1968)
  - Lok-Report (Berlin 1972 - 1984; 14.1985 - lfd. [1972 - 1980: Erlangen, 1981-1999,11: Münster]; ? - 1969? [Münster?] Teckel; 1970 - 1971 [Münster]: Münsterischer Eisenbahn-Reporter : MER)
  - Eisenbahn-Journal (Fürstenfeldbruck, 6.1980 - lfd.; 1.1975 - 5.1979: M+F-Journal; hierzu Sonderausgaben: Eisenbahn-Journal Sonderausgabe ab 1981, Eisenbahn-Journal Archiv ab 1994)
  - Züge (Fürstenfeldbruck 2000,1=Ausg.37 - lfd; Heft 1.1994 - 15.1996; 1997 - 1999,7= Heft 36: Erlebniswelt Eisenbahn; auch Ausgabe mit Videokassette als Eisenbahn-Romantik)
  - Modelleisenbahner (Fürstenfeldbruck, 48.1999,4 - lfd.; 1.1952,Sept. - 1953 [Leipzig] und 1954 - 39.1990,6 [Berlin/Ost]: Der Modelleisenbahner; 39.1990,7 - 1992.1 [Berlin/Ost bzw. Berlin]: Modelleisenbahner; 1992,2-4 [Berlin]: Modelleisenbahner & Bahnwelt; 1992,5 - 1994,10 [Berlin] und 1994,11-1999,3 [Stuttgart]: Modelleisenbahner; trotz des Titels etwa zur Hälfte Berichterstattung aus dem Großbetrieb)
  - Welt der grossen und kleinen Eisenbahn (WDE-Magazin, Grenzach[-Wyhlen], 8.1980,7 - eingest. 10.1982,12; 1.1973 - 5.1977 [Inzlingen]: Welt der Eisenbahn; 6.1978 - 8.1980,6: Welt der Modell-+ Eisenbahn)
  - Bahn-Profil (Berlin Nr. 1.1996(4.Quart.) - eingest. 41.2004; ?[nachgewiesen ab 1977] - 1984 [Bremen]: Eisenbahn-Illustrierte, 1985 - 1988,6 [Gifhorn]: Zeunert's Eisenbahn-Illustrierte; 1988,7 - 1997,9 [Berlin]: Eisenbahn-Illustrierte)
  - BDEF REPORT, Verbandszeitschrift des BDEF und der SMV, erscheint viermal jährlich, jeweils Ende Februar, Mai, August, November. www.bdef.de
  - Bahn-Express – Magazin für Werkbahnfreunde (Kiel, Heft 1.1981 - eingest. 75.1997)
  - Drehscheibe (Arbeitsgemeinschaft Drehscheibe e. V., Köln, 1.1982 - lfd., Sonderausgaben SH 1 - 26)
- Niederlande
  - Op de rails (Den Haag, 1.1932 - lfd.)
  - Rail Hobby (Amstelveen 1.1978,1[Sep.] - lfd.)
  - Rail magazine (Rosmalen, Jg. 13, Heft 10/lfd. Nr. 90 [Dez. 1991] - lfd.; 1.1979 - 7.1985: Stoomkroniek; Jg. 7, Heft 1/lfd. Nr. 35.1986. - Jg. 13, Heft 9/lfd. Nr. 89 [Nov. 1991]: Railkroniek)
- Belgien
  - Op de baan (flämisch)/ En lignes (französisch): (Mons?, Heft 1.1990 - lfd.)
  - Spoorweg Journaal (flämisch)/ Journal des chemins de fer (französisch): (Eupen, 1.1987? [nachgewiesen 5.1991] - lfd.)
  - Railfoto (flämisch) / Railphoto (französisch): (Brüssel, 1.1985 - eingest. 44A.1991 [Heft 44 nicht ersch.])
- Frankreich
  - Chemins de fer (Paris, 1.1949 - lfd., Nebentitel: Revue de l’Association française des amis des chemins de fer)
  - Correspondances Ferroviaires (Auray, 2002 - lfd.)
  - Rail Passion (Paris, 1.1995 - lfd., durchgehende Heftzählung)
  - Connaissance du Rail (Valignat, 2003 - lfd.; 1979? - 2002: Paris)
  - Voies ferrées (Grenoble, 1.1980 - lfd.)
  - Le Train (Betschdorf, 1985? - lfd., durchgehende Heftzählung; zahlreiche Sonderausgaben „Le Train Spécial“)
  - Rail Magazine (Paris, Heft 1.1977 - eing. 128.1988)
- Schweiz
  - Eisenbahn Amateur (Zürich, 1.1947 - lfd.)
  - Semaphor (Olten, 2005 - lfd., Vierteljahresschrift)
- Österreich
  - Eisenbahn Österreich (Luzern 1999.5 - lfd.; 1.1948 [Wien]: Die Modelleisenbahn, 2.1949 - 47.1994; 1995 - 1999,4 [Wien]: Eisenbahn)
  - Schienenverkehr aktuell (Wien, 1.1973 - lfd.)
  - DIE SCHIENE (Wien, 1974 - lfd.)
- Ungarn
  - Indóház (Budapest, 2005? - lfd.)
- Italien
  - I treni (Salò, 14.1993.139 [durchgehende Heftzählung] - lfd.; 1980.1 - 1993.138 [Juni]: I treni oggi)
  - Mondo ferroviario (Desenzano del Garda, 1.1986? - lfd., durchgehende Heftzählung)
  - Tutto Treno (Albignasego, 1986? [nachgewiesen 1988]- lfd., hierzu Sonderhefte Tutto Treno Tema)
  - Amici della Ferrovia Italia (Brescia, 1974 - 1997; 25.1998 - lfd.; nur 1973?: Amici della Ferrovia Italia - Circolare AFAI)
- Spanien
  - Hobby Tren (Lliça d'Amunt [Barcelona], 1993 - lfd.) 
  - Trenmanía (Toledo, 2001 - lfd.)
  - Más Tren (Leganés [Madrid], 2004 - lfd.)
  - Carril (Halbjahresschrift, Barcelona, 1978 - lfd.)

### Einzelne Länder Russland und Außereuropa
- Russland
  - Железнодорожное депо (Železnodorožnoe depo) (Moskau, 1.1985? [nachgewiesen 13.1997] - lfd.)
  - Локотранс (Lokotrans) (Ramenskoje b. Moskau, 1993 - lfd.)
- Japan
  - Tetsudo fan (japanisch, englischer Nebentitel: Japan railfan magazine; Nagoya 1.1961? [nachgewiesen: 11.1971] - lfd.?)
- Neuseeland
  - The New Zealand Railway Observer (Wellington, 1.1944 - lfd.)
- USA
  - Trains Magazine (Volltitel: Trains: the leading magazine of railroading, Nebentitel: Trains; Waukesha [bis ?: Milwaukee] 1.1940, Nov. - 51.1991, Dez.; 52.1992, Jan - lfd.; 11.1950/51, Dez. - 14.1953/54, Apr.: Trains & Travel)
  - CTC board railroads illustrated (Mukilteo, durchgehende Heftzählung: 178.1991 - lfd.; ab? [Oroville], Hefte 127.1986 -177.1991: [Denver]: CTC board; nur 1991 - 1992? zusätzlich [Denver]: CTC board railroad news)
  - Railroad history (Boston, durchgehende Heftzählung 127.1972 - lfd.; 1.1921 - 126.1976: Bulletin / The Railway and Locomotive Historical Society)
  - Railfan & railroad (Newton, ? [nachgewiesen ab 3.1979/81 - 6.1986/87; 7.1988] - lfd.)
  - Railroads Illustrated (New York, 1.1980/81 - lfd.)
  - Classic trains: the golden years of railroading (Waukesha, 1.2000, Nov. -lfd.; zuvor 1999: Trains Classic als einmalige Sonderausgabe)
  - Vintage Rails (Pasadena, 2003? – lfd.)
  - Railroad Magazine (New York, 1937.Sept.= Bd. 22.1937,4 - lfd; 1906? - ?: Railroad man's magazine, [nachgewiesen: 10.1932/33,2 - 22.1937,3]: Railroad Stories)
  - Rail Classics (Canoga Park, 1.1972? [nachgewiesen 3.1974 -] eingest. 27.1998,4; darin aufgegangen: Railway quarterly [nachgewiesen nur 2.1978])

## Sonstige Periodika
Hier sind allgemeine technische und Verkehrszeitschriften u. ä. mit wichtigen wissenschaftlichen Eisenbahnartikeln aufgelistet.

### International
- Internationales Verkehrswesen (Hamburg, bis:? Frankfurt [Main]: 20.1968 - lfd.; 1.1949 - 11.1959 [Mainz] und 12.1960 - 19.1967 [Frankfurt/M]: Internationales Archiv für Verkehrswesen; dazu Beilage: Der Verkehrsingenieur [1.1961 - 15.1975])
- Internationale Transport-Zeitschrift (Nebentitel: Logistics worldwide; Basel, 13.1951 - lfd.; 1.1939 - 12.1950: Transport)
- Europa-Verkehr = European transport = Transports européens (deutsch, englisch, französisch; Darmstadt, 1.1953 - eingest. 24.1976; Beilage: Vereintes Europa auf der Schiene = Europe united by rail = L' Europe unie par le rail, nachgewiesen 1957, 1958/59[1959] - 1960/61[1961])
- Industrie et développement international (französisch, Paris; neben Bandzählung durchg. Heftzählung, 33.1985,384 - eingest. 37.1989,425; 1.1953,1 [Dez.] - 33.1985,383: Industries et travaux d'outre-mer)
- Cart actual (zeitweise auch Cartactual; ungarisch, englisch, französisch, deutsch; Budapest 1.1965,1 - eingest. 29.1993,158; 1971 - ca. 1988? Beilage Cart inform. Enthält detaillierte Karten ganzer Eisenbahnnetze, neuer Eisenbahnstrecken, Eisenbahnen in Häfen usw.)

### Einzelne Länder
- Großbritannien
  - The engineer (London, 1.1856- lfd.; bis ?: The Engineer)
  - Engineering (London, 1.1866- lfd.)
  - Journal of the Railway & Canal Historical Society (Caterham [Oxford?], 3 Hefte pro Jahr, 1.1955 - lfd.)
  - Archive: the quarterly journal for British industrial and transport history (Witney, Vierteljahresschrift, 1.1994,März - lfd.)
  - Modern Transport (London, neben Bandzählung durchg. Heftzählung, 1.1919,1 - eingest. 100.1968,2483)
- Dänemark
  - Ingeniøren (Kopenhagen, 1.1892 - lfd.)
- Polen
  - Przegląd komunikacyjny (Warschau, [ab 1927?] 1.1962 - 29.1990; 30=46.1991 - lfd.)
- Deutschland
  - Zeitschrift für Verkehrswissenschaft (Düsseldorf; 1.1922 [Köln - 1923; 1924 Düsseldorf?, 1925-1933 Leipzig, 1934 - 19.1943/44,2/3 Berlin]; [1945 - 1947 nicht erschienen], 20.1948/50 - lfd.)
  - Verkehr und Technik: V + T (auch: Schriftenreihe für Verkehr und Technik; Berlin, [bis: ? Bielefeld, München] 1.1948 - lfd.)
  - Deutsche Logistik-Zeitung (Hamburg, 1.1947 - lfd., hierzu: Verkehrswirtschaftliche Schriftenreihe der DVZ 1.1952 - lfd. un zahlreiche andere Beilagen; 1.1877 - 61.1937 [Berlin]: Deutsche Verkehrs-Zeitung, 62.1938 - 69.1945,März[?]: Die Deutsche Post)
  - VDI-Z Integrierte Produktion (auch nur VDI-Z, Düsseldorf, 111.1969 - lfd.; 1.1857 - 89.1945,7/8; 90.1948 - 96.1954: Zeitschrift des Vereines Deutscher Ingenieure; 97.1955 - 110.1968: VDI-Zeitschrift; zahlreiche Beihefte „Fortschrittberichte“)
  - VDI-Nachrichten (Düsseldorf, 1.1921 - 13.1933; Neue Folge: 1.1947 - 58.2004; 2005 - lfd.)
  - Stahl und Eisen (Düsseldorf [vor 1945 zeitweise Breslau] 1.1881 - 65.1945,März; 66/67.1947 - lfd.)
  - Industrie-Kultur (Essen [1.]1995 - [3.]1997 = H. [1-3]; [4.]1998,4 - [10.]2004.29; 11.2005.30 - lfd.; anfangs bis:? Berlin; neben Bandzählung durchg. Heftzählung)
  - Großdeutscher Verkehr (Berlin, 35.1941 - eingest. 38.1944,3/4; 1.1906/07 - 18.1924,23: Verkehrstechnische Woche und eisenbahntechnische Zeitschrift; 18.1924,24 - 34.1940: Verkehrstechnische Woche: VW)
  - Zentralblatt der Bauverwaltung vereinigt mit Zeitschrift für Bauwesen: mit Nachrichten d. Reichs- u. Staatsbehörden (Berlin, 51.1931,15[15.April] - eingest. 64.1944,44/48); hervorgegangen aus: 
    - Zentralblatt der Bauverwaltung (Berlin, 23.1903 - eingest. 51.1931,14; 1.1881 -22.1902: Centralblatt der Bauverwaltung, teils: Zentralblatt für Bauverwaltung)
    - Zeitschrift für Bauwesen (Berlin, 1.1851 - 73.1923, [74.1924 - 77.1927: aufgeteilt in Unterreihen Ingenieurbauteil und Hochbauteil], 78.1928 - eingest. 81.1931,März; anfangs zusätzliche Atlas- und Supplementbände)

  - Der Civilingenieur (Freiberg/Sa. u. a., Neue Folge 1.1854 - 42.1896; 1.1846/48 - 2.1850 [1851 - 1853 nicht erschienen]: Der Ingenieur)
  - Die Technik (Berlin [Ost] 1.1946 - eingest. 34.1979)
  - Verkehrswissenschaft aktuell (Dresden, 1.1991 - eingest. 2.1992 [Hefte 1, 3 nicht erschienen]; [1.]1953 - 9.1961/62,1: Wissenschaftliche Zeitschrift der Hochschule für Verkehrswesen, Dresden, 9.1961/62,2 - 37.1990: Wissenschaftliche Zeitschrift der Hochschule für Verkehrswesen „Friedrich List“; neben Bandzählung auch durchg. Heftzählung; hierzu zahlreiche Beilagen)
  - DDR-Verkehr (Berlin [Ost] 1.1968 - eingest. 23.1990,9)
  - New world (deutsche Ausgabe, Hamburg, 1996.0,4 - eingest. 2002,3; 1.1921- 24.1944,4; 25.1951 - 70.1996.3,4 [Berlin]: Siemens-Zeitschrift; 1997 - 2000,1 [Erlangen]: Forschung und Innovation, aufgegangen in New world)
  - Thyssen Technische Berichte (Duisburg, 6.1974 - eingest. 25.1993; 1.1969 - 5.1973: Thyssen-Forschung; [darin aufgegangen: Technische und wissenschaftliche Berichte der Thyssen-Gruppe 1.1959 - 13.1972])
- Niederlande
  - OV-magazine (Utrecht, 1.1995 - lfd.; 1.1968 - 27.1994 [Meppel]: Openbaar vervoer)
  - De ingenieur (Utrecht, 1.1886 - 56.1941,28; 57.1945,6.Juni - lfd.)
- Belgien
  - Revue des services publics (französisch; Charleroi, 1.1939? [nachgewiesen 15.1953] - lfd. ?; kein paralleler flämischer Titel bekannt)
  - Revue universelle des mines, de la métallurgie, de la mécanique, des travaux publics, des sciences et des arts appliqués à l’industrie (französisch; Lüttich, 99.1956 - eingest. 116.1973; 1.1857 - 98.1955: Revue universelle des mines, de la métallurgie, des travaux publics, des sciences et des arts appliqués à l’industrie; kein paralleler flämischer Titel bekannt)
- Frankreich
  - Ville & transports (durchgehende Heftzählung; Paris, 373.2005 - lfd.; 1.1997 - 232.2002: La Vie du rail & des transports: Édition professionnelle; 233.2002 - 372.2005: Rail & transports)
  - Rail et route (Paris, 3.1947/48,21 - 9.1954,100; [1.]1946,1 - 2.1946/47,20: La route du rail)
  - Le génie civil (Paris, 1.1880/81,1 - 143.1966,3674; 144.1967 - 150.1973; 151.1976 - eingest. 152.1977,3)
- Schweiz
  - Tec21/sia (Zürich, 2000,44-47; 126.2000,48-52; 126.2001,1/2-3; 127.2001,4 - lfd.; 1.1874 - 17.1882: [Die] Eisenbahn: Schweizerische Zeitschrift für Bau- und Verkehrswesen [paralleler französischer Titel: Le chemin de fer: bulletin polytechnique]; 1.1883 - 128.1946; Jg. 65.1947 - 96.1978: Schweizerische Bauzeitung; 97.1979 - 118.2000,43: Schweizer Ingenieur und Architekt)
  - Technische Rundschau ([TR], Bern, 1.1909 - 85.1993,43; 88.1996,46 - lfd.; mehrere Beilagen)
  - Industriearchäologie (Vierteljahresschrift; Umiken, 1977 - lfd.)
- Österreich
  - Verkehr: internationale Fachzeitung für Logistik (Wien, 1.1945 - 52.1996, 52.1997 - 60.2005, 62.2006 - lfd.; ab 1995 mit vierteljährlicher Beilage: Neue Bahn [vorher eigenständige Zeitschrift, siehe oben: Fachzeitschriften])
  - Österreichische Ingenieur- und Architekten-Zeitschrift ([ÖIAZ]; Wien, 127.1982 - lfd.; 1.1849 - 16.1864: Zeitschrift des Österreichischen Ingenieur-Vereines; 17.1865 - 90.1938; 91.1946 - 102.1957: Zeitschrift des Österreichischen Ingenieur- und Architekten-Verein[e]s; 1=103.1958 - 24=126.1981: Österreichische Ingenieurzeitschrift [ÖIZ])
- Spanien
  - Revista de obras públicas (Madrid, 1.1853 - 92.1944[?]; [1941?/1945 - 112.1964 Teilung, widersprüchliche Angaben: Tomo {Band} 1. Revista de obras públicas, Tomo 2. ..., Boletin profesional e industrial, Tomo 3. ..., Boletin profesional e industrial. Disposiciones de interes general; 11 - 20 als 2.; 21 - 30 als 3.; 31 - 40 als 4.; 41 - 54 als 5.Serie]; 113.1965,2997 - lfd.)
- Russland
  - Путь и путевое хозяйство (Put' i putevoe chozjajstvo) (Moskau [1.]1957 -[3.]1959; 4.1960 - 20.1976,10; 1976,11 - lfd.)
- Südafrika
  - Journal of the South African Institution of Civil Engineers = Joernaal van die Suid-Afrikaanse Instituut van Siviele Ingenieurs (Aus Katalogen nicht feststellbar, inwieweit zweisprachig Englisch und Afrikaans oder zwei Zeitschriften; Johannesburg, 35.1993 - lfd.; 1.1951 - 8.1958: Transactions of the South African Institution of Civil Engineers = Transaksies van die Suid-Afrikaanse Instituut van Siviele Ingenieurs; 1.1959 - 34.1992: Civil engineer in South Africa = Siviele Ingenieur in Suidelike Afrika)